# فردیک دی منیزیس
فردیک دی منیزیس (انگلیسی: Fradique de Menezes؛ زادهٔ ۲۱ مارس ۱۹۴۲) یک سیاست‌مدار اهل سائوتومه و پرنسیپ است. 